# NGC 3729
NGC 3729 је спирална галаксија у сазвежђу Велики медвед која се налази на NGC листи објеката дубоког неба.
Деклинација објекта је + 53° 7' 35" а ректасцензија 11h 33m 49,2s. Привидна величина (магнитуда) објекта NGC 3729 износи 11,0 а фотографска магнитуда 12,0. Налази се на удаљености од 19,987 милиона парсека од Сунца. NGC 3729 је још познат и под ознакама UGC 6547, MCG 9-19-117, CGCG 268-51, IRAS 11310+5324, KUG 1131+534, KCPG 290B, PGC 35711.